# Piotr Głuchowski (kulturysta)
Piotr Głuchowski (ur. 7 listopada 1971 w Kaliszu) – polski kulturysta, aktor oraz kaskader.

## Życiorys
W 1991 roku w debiutach w kategorii do 80 kg zajął drugie miejsce a trzy lata potem był już mistrzem Polski w kategorii do 90 kg. W 1995 r. po raz pierwszy został mistrzem Europy, a 10 lat później mistrzem świata federacji NABBA w kategorii do 179 cm oraz w open. Mistrz Świata w kulturystyce, trener kadry kulturystów, sędzia federacji NAC, założyciel Głuchowski Sport Academy.

## Filmografia
- 2002 – 2010: Samo życie – mężczyzna uczestniczący w bankiecie zorganizowanym przez Tadeusza Gardockiego, burmistrza miasta Białolaski
- 2003 – 2021: Na Wspólnej – Tomasz Niemiec, człowiek Bartczaka; odcinki: 5-8, 32, 35, 49, 119, 149–150, 196)
- 2004: Rh+ – ochroniarz
- 2004: Wesele – facet z obstawy „Szwagra” (nie występuje w napisach)
- 2004: Glina – „Kafar”, człowiek „Grubego” (odc. 12)
- 2005: Czas surferów – „Filar”
- 2006 – 2007: Kryminalni – 2 role: osiłek (odc. 64), Waluś (odc. 75)
- 2006: Oficerowie – żołnierz „Topora” (nie występuje w napisach) (odc. 10[3], 12[4])
- 2006: Job, czyli ostatnia szara komórka – kulturysta
- 2006: Rodzina Zastępcza – człowiek "Dzioba" (nie występuje w napisach) (odc. 225)[5]
- 2007: Pitbull – żołnierz „Kwadrata” (odc. 12)
- 2007: Cztery poziomo – Norbercik
- 2008: Agentki – barman Zbyszek (odc. 10)
- 2020: Psy 3. W imię zasad – ochroniarz Jakuszyna
- 2020: Asymetria – więzień „Ciężar”

## Ewolucje kaskaderskie
- 2004: Glina – odc. 12 (nie występuje w napisach)
- 2020: Psy 3. W imię zasad

## Osiągnięcia[6]
- 1991 – II miejsce w Debiutach w kategorii do 80 kg

- 1994 – I miejsce jako senior w Mistrzostwach Polski w kategorii do 90 kg

- 1995 – I miejsce Mistrzostwa Europy w kategorii do 90 kg

- 1995 – VII miejsce Mistrzostwa Świata

- 1996 – I miejsce Mistrzostwa Europy w kategorii do 90 kg

- 1997 – IV miejsce Mistrzostwa Świata

- 1999 – V miejsce Mistrzostwa Świata

- 2000 – II miejsce Mistrzostwa Świata

- 2005 – starty w federacji NABBA – podium na ME oraz MŚ